# Björn gullberi
 Björn gullberi (apelidado portador de ouro, n. 878) foi um caudilho víquingue e um dos primeiros colonizadores de Reykjardal na Islândia.
Residiu em Gullberastaðir, e foi o primeiro goði do clã familiar dos Lundarmenn na ilha. É um dos personagens que surge na saga Harðar ok Hólmverja e saga de Njál onde é mencionado nos primeiros capítulos juntamente com o seu filho Þjóðólfur svarthöfði Bjarnarson, com quem Hoskuld Dala-Kollsson partilhava amizade.

## Herança
Björn era casado com Ljótunn Hrólfsdóttir (n. 882), filha do hersir Hrolf e Unn eldri Hákonardóttir, uma filha de Haakon Jarl. Dessa relação nasceram cinco filhos:
- Þjóðólfur Bjarnason (n. 903).
- Grímkell Björnsson (n. 905).
- Geirmundur Björnsson (n. 910).
- Úlfur Björnsson (n. 915).
- Svarthöfði Björnsson (n. 920), que se casou com Þuríður Oddsdóttir (n. 940), filha de Tongu-Odd.[7]